# Bernt Ström
Bernt Valter Ström, född 6 mars 1940 i Säters stadsförsamling i Kopparbergs län, död 31 augusti 2009 i Luleå domkyrkoförsamling i Norrbottens län, var en svensk skådespelare.
Bernt Ström växte upp i ett arbetarhem och studerade vid Skara skolscen samt vidareutbildade sig vid Statens scenskola i Stockholm. Han var under många år verksam vid Norrbottensteatern i Luleå. Ström avled i Luleå den 31 augusti 2009. Han förblev ogift.

## Filmografi
- 1971 – Badjävlar (TV)
- 1974 – Lasse liten (TV)
- 1977 – Bussen
- 1978 – Lyftet
- 1978 – Bomsalva
- 1980 – Den enes död...
- 1982 – Cirkus Skrot (TV)
- 1983 – Profitörerna (TV-serie) (TV)
- 1988 – Nya tider (TV)
- 1988 – Sommarens tolv månader (TV)
- 1993 – Brandbilen som försvann
- 1993 – Roseanna
- 1993 – Polis polis potatismos
- 1993 – Glädjekällan
- 1993 – Mannen på balkongen
- 1994 – Stockholm Marathon
- 1995 – Vita lögner
- 1995 – Petri tårar

## Teater

### Roller (ej komplett)
| År   | Roll                       | Produktion                                           | Regi           | Teater             |
| ---- | -------------------------- | ---------------------------------------------------- | -------------- | ------------------ |
| 1972 |                            | Herrn går på jakt (Monsieur chasse!) Georges Feydeau | Christian Lund | Norrbottensteatern |
| 1973 |                            | Sköt dig själv och skit i andra Lars Molin           | Christian Lund | Norrbottensteatern |
| 1975 |                            | Dalbotten u.p.a Arly Johansen                        | Christian Lund | Norrbottensteatern |
| 1976 |                            | Den heliga familjen Rudolf Värnlund                  | Christian Lund | Norrbottensteatern |
| 1983 | Handlaren                  | Tiden börjar på nytt Torbjörn Säfve                  | Jarl Lindblad  | Norrbottensteatern |
| 1984 | Ivan Romanovitj Tjebutykin | Tre systrar (Три сeстры, Tri sestry) Anton Tjechov   | Göran Nilsson  | Norrbottensteatern |

### Fotnoter
1. 1 2   Sveriges dödbok 1901–2013 (DVD-rom) (Version 6.0). Sveriges släktforskarförbund. 2014. ISBN 91-87676-64-8
2. 1 2  ”Bernt Ström”. Svensk Filmdatabas. http://www.sfi.se/sv/svensk-filmdatabas/Item/?type=PERSON&itemid=71733&ref=%2ftemplates%2fSwedishFilmSearchResult.aspx%3fid%3d1225%26epslanguage%3dsv%26searchword%3dbernt+str%C3%B6m%26type%3dPerson%26match%3dBegin%26page%3d1%26prom%3dFalse. Läst 23 juli 2012.
3. ↑  ”Minnesord - Bernt Ström”. Norrbottens-Kuriren. 9 september 2009. http://www.kuriren.nu/familj/artikel.aspx?articleid=5049666. Läst 23 juli 2012.
4. ↑  ”Arkiverade kopian”. Arkiverad från originalet den 11 augusti 2010. https://web.archive.org/web/20100811220445/http://www.krattan.se/article.asp?articleID=3976. Läst 26 januari 2013.
5. ↑  Bengt Jahnsson (31 augusti 1972). ”Start i Luleå: Varm och glad fars inleder teaterhösten”. Dagens Nyheter:  s. 16. https://arkivet.dn.se/tidning/1972-08-31/11171-236/16. Läst 6 januari 2024.
6. ↑  Mauritz Edström (18 januari 1973). ”Lars Molins nya pjäs: Norrbotten går vidare med frän reportageteater”. Dagens Nyheter:  s. 18. https://arkivet.dn.se/tidning/1973-01-18/11171-16/18. Läst 6 januari 2024.
7. ↑  ”Nytt om Nöejn”. Dagens Nyheter:  s. 9. 9 augusti 1975. https://arkivet.dn.se/tidning/1975-08-09/11171-213/9. Läst 6 januari 2024.
8. ↑  Bengt Jahnsson (12 november 1976). ”'Den heliga familjen': Framgång i norr Inte Värnlunds enda pjäs”. Dagens Nyheter:  s. 24. https://arkivet.dn.se/tidning/1976-11-12/308/24. Läst 6 januari 2024.
9. ↑  Per Allan Olsson (12 oktober 1983). ”Norrbottensteatern i samepjäs: Ett uppror på avgrundens rand”. Dagens Nyheter:  s. 20. https://arkivet.dn.se/tidning/1983-10-12/277/20. Läst 11 maj 2024.
10. ↑  Bengt Jahnsson (12 april 1984). ”'Tom Sawyer' och 'Tre systrar' i Norrbotten: Lekfullt äventyr och lyhörd lätthet”. Dagens Nyheter:  s. 20. https://arkivet.dn.se/tidning/1984-04-12/101/24. Läst 11 maj 2024.